# Força-Tarefa (telessérie)
Força-Tarefa é uma série investigativa brasileira, produzida e exibida pela Rede Globo entre 2009 e 2011. Foi escrita por Fernando Bonassi e Marçal Aquino e dirigida por José Alvarenga Jr. e Mário Márcio Bandarra, com Murilo Benício interpretando o personagem principal, Tenente Wilson e Milton Gonçalves interpretando o Coronel Caetano.

## Enredo
Força-Tarefa mostra o dia-a-dia de uma equipe da corregedoria da PMERJ chefiada pelo Coronel Caetano e pelo Tenente Wilson que é encarregada de investigar os delitos cometidos pelos policiais.
Na primeira temporada são apresentados os personagens da série: sete membros da corregedoria da polícia carioca que assumiram a missão de investigar os desvios de conduta da própria polícia. A equipe é chefiada pelo Coronel Caetano e pelo Tenente Wilson, interpretados, respectivamente, por Milton Gonçalves e Murilo Benício. Outros membros dessa equipe são a Sargento Selma (Hermila Guedes), o Praça Jorge (Rodrigo Einsfeld), o Cabo Irineu (Juliano Cazarré), o Cabo Oberdan (Henrique Neves) e Sargento Genival (Osvaldo Baraúna).
Os outros personagens principais da primeira temporada da série estão relacionados diretamente com o Tenente Wilson: sua namorada, Jaqueline (Fabíula Nascimento), seu principal informante, Samuca (Nando Cunha) e a imagem do ex-policial morto Jonas (Rogério Trindade).
A terceira temporada começa alguns anos depois do fim da segunda,Wilson foi promovido e agora é capitão."Essa temporada é a mais psicológica de todas, porque ele está perturbado emocionalmente. Se sente responsável pela morte de sua equipe e, ao mesmo tempo, precisa lidar com os atritos do novo time que lidera agora como capitão", explica Murilo Benício. Do antigo elenco, além de Murilo e Fabíola, ficam Milton Gonçalves e Rogério Trindade, que vivem o coronel Caetano e o fantasma Jonas, respectivamente. Ao grupo, juntam-se os atores Eucir de Souza, Sérgio Cavalcante e Naruna Costa. O primeiro encarna Demétrio, um policial incorruptível que se envolve numa espécie de triângulo que se forma na corregedoria entre ele, Wilson e a bela Lidiane, papel de Naruna. Já Sérgio interpreta o perito Léo, que dará ao programa esse ar mais investigativo que Alvarenga defende. "A nova corregedoria tem uma inteligência investigativa. As tramas serão mais misteriosas, com pistas para o público seguir. Queremos provocar o lado detetive dos telespectadores", avisa o diretor.  

## Personagens
- Capitão Wilson (Murilo Benício) – Homem cuja principal marca é a inegociável inflexibilidade quanto ao caráter das pessoas, em especial a dos policiais. É, por isso, uma espécie de Dom Quixote, pois luta contra forças muito maiores e mais antigas do que pode controlar. Além da namorada, Jaqueline, convive constantemente com a presença de Jonas. Fora da corregedoria, tem Samuca como seu principal informante. Presente na 1ª, 2ª e 3ª temporadas.
- Coronel Caetano (Milton Gonçalves) - O chefe da equipe é um oficial veterano e respeitado. Suas vivências na profissão lhe conferiram uma visão desencantada do mundo. E, por isso, age com mais tolerância do que o capitão Wilson. Presente na 1ª, 2ª e 3ª temporadas.
- Sargento Selma (Hermila Guedes) - Única mulher da corregedoria. É obrigada a tolerar diariamente as piadas machistas dos companheiros de equipe – em especial de Irineu – que, no fundo, tem especial interesse na colega de equipe. Presente na 1ª e 2ª temporadas.
- Cabo Irineu (Juliano Cazarré) - Impetuoso, tenso e provocador, se mostra mais disposto a resolver seus casos na base da força. Além das piadas machistas que dirige a Selma, não tem vergonha de expor seus preconceitos e opiniões de caráter duvidoso. Presente na 1ª e 2ª temporadas.
- Cabo Oberdan (Henrique Neves) - Em contraponto a Irineu, acredita na lógica e na dedução como as melhores armas para solucionar crimes. É um conciliador, que vive tentando proteger Selma dos companheiros machistas. Presente na 1ª e 2ª temporadas.
- Sargento Genival (Osvaldo Baraúna) - Ao contrário de alguns integrantes da equipe, não discute as ordens que recebe. Por sua frieza e coragem, sua intervenção é fundamental nos momentos de ação. Presente na 1ª e 2ª temporadas.
- Praça Jorge (Rodrigo Einsfeld) - Responsável por municiar os companheiros com informações, pesquisas e documentos. É um homem da área de arquivos e teme a rotina nas ruas. Presente na 1ª e 2ª temporadas.
- Capitão Jonas (Rogério Trindade) - Espécie de padrinho de Wilson, quando flagrado envolvido em crimes, preferiu tirar sua vida a enfrentar a prisão. Sua imagem persegue Wilson como um “alter-ego” do policial, que surge em momentos inesperados para confrontá-lo com a realidade da vida: Wilson quer o mundo perfeito; Jonas sabe que é impossível. Presente na 1ª, 2ª e 3ª temporadas.
- Jaqueline (Fabíula Nascimento) - Namorada de Wilson, insiste no sonho de casar e ter um filho com o tenente, um solteirão assumido. Trabalha como atendente de enfermagem no setor de emergências de um hospital do Rio de Janeiro. Presente na 1ª, 2ª e 3ª temporadas.
- Samuca (Nando Cunha) - É o principal informante de Wilson. Paraplégico, ganha a vida circulando pelo submundo com sua cadeira de rodas. Trabalha como camelô vendendo de tudo um pouco aos turistas. Presente na 1ª, 2ª e 3ª temporadas.
- Sargento Lidiane (Naruna Costa) - Apesar de carregar um histórico triste de seu último relacionamento, é uma mulher forte, corajosa, sensual e decidida. Dedicada, ela trabalha na polícia militar com muita dignidade e respeito. Presente a partir da 3ª temporada.
- Tenente Demétrio (Eucir de Souza) - Incorruptível, vê em seu trabalho na corregedoria uma forma de fazer justiça e ajudar as pessoas prejudicadas pelos criminosos. Presente a partir da 3ª temporada.
- Perito Léo (Sérgio Cavalcante) - Ético e idealista, é o responsável por descobrir os vestígios dos crimes. Um dos integrantes mais enérgicos da corregedoria, ele vê no capitão Wilson (Murilo Benício) a figura de um quase herói e tem orgulho de fazer parte do grupo do coronel Caetano (Milton Gonçalves). Presente a partir da 3ª temporada.
- Bruno Felipe (Gabriel Palhares) - Filho do tenente Wilson e Jacqueline. Tem apenas três anos e já sofre com a ausência do pai. Presente a partir da 3ª temporada.

## Episódios
A primeira temporada da série teve um total de 12 episódios que foram ao ar às quintas-feiras na Rede Globo, logo após o seriado A Grande Família, entre 16 de abril de 2009 e 2 de julho de 2009. Em seu capítulo de estreia registrou 23 pontos.
A boa audiência, com média acima dos 20 pontos, garantiu 10 episódios para a segunda temporada, que estreou em 6 de abril de 2010 atingindo o recorde negativo de 17 pontos de audiência.
Após a segunda temporada, houve um longo hiato de 16 meses no qual o protagonista Murilo Benício trabalhou na novela Ti Ti Ti.
A terceira temporada foi exibida entre 3 de novembro e 22 de dezembro de 2011, com 8 episódios. Os quatro primeiros episódios tiveram uma média de 16,9 pontos de audiência, uma queda de 20% em relação aos quatro primeiros episódios da primeira temporada.

## Reprises
Foi reapresentada no festival Luz, Câmera, 50 Anos no dia 8 de janeiro de 2015 em formato de telefilme.
Foi reprisada pelo Viva entre 5 de setembro de 2015 e 2 de abril de 2016, às 23:15.
Seria representada pela segunda vez, agora no Corujão, no dia 26 de abril de 2025 usando o mesmo formato de 2015, fazendo parte da maratona de 60 horas de especiais em comemoração ao sexagenário da TV Globo. No entanto, devido à cobertura do funeral do Papa Francisco, a exibição foi cancelada.

## DVD
No final de outubro de 2009, a Rede Globo, em parceria com a Som Livre, lançou um box triplo com todos os episódios da primeira temporada da série. Em 2011 a Globo Marcas novamente lançou um DVD triplo da série com os episódios da segunda temporada, e em 2012 lançou um box duplo com os episódios da terceira temporada.

## Exibição Internacional
- Coreia do Sul - Canal Tele-Novela
- Estados Unidos - TeleFutura
- Polónia - Tele 5 (Polcast Television)
- Panamá - TVN
- Nicarágua - Canal 2
- Uruguai - Teledoce
- Argentina - Canal 9
- Equador - Ecuavisa
- Moçambique - STV
- Paraguai - La Tele